# The Fighting Coward
The Fighting Coward er en amerikansk stumfilm fra 1924 af James Cruze.

## Medvirkende
- Ernest Torrence som Orlando Jackson
- Mary Astor som Lucy
- Noah Beery, Sr. som Blackie
- Cullen Landis som Tom Rumford
- Phyllis Haver som Elvira
- G. Raymond Nye som Major Patterson
- Richard Neill som Joe Patterson
- Carmen Phillips som Mexico
- Bruce Covington som Rumford
- Helen Dunbar som Mrs. Rumford
- Frank Jonasson som Rumbo